# Glen Davis
Ronald Glen Davis  (Baton Rouge, Louisiana, 1. siječnja 1986.) bivši je američki profesionalni košarkaš. Igrao na poziciji krilnog centra. Seattle SuperSonics izabrali su ga u 2. krugu (15. ukupno) NBA drafta 2007. godine. Davis je poznatiji pod nadimkom Big Baby i Baby Shaq. 

## Sveučilište
Ligaški treneri imenovali je za igrača godine Southeastern konferencije i All-SEC prvu petorku. 2006. kao igrač druge godine vodio je Lousianu State do prvog Final Foura NCAA lige nakon 1986. godine. U odlučujućoj utakmici polufinala, LSU se nakon velikog zaostatka u prvom poluvremenu protiv UCLA nije uspio vratiti u igru, te su ispali iz daljnjeg natjecanja. Davis je postigao 17 poena i pogodio samo 4 od 10 slobodnih bacanja, prije nego što je zbog osobnih pogrešaka napustio igru. 

## NBA

### Boston Celtics
Seattle SuperSonics izabrali su ga u 2. krugu (15. ukupno) NBA drafta 2007. godine. Za vrijeme drafta zajedno je s višestrukim All-Starom, Rayom Alenom prodan u Boston za Wallya Szczerbiaka, Delontea Westa te peti izbor Jeffa Greena. Zamjenom igrača kojom su Ryan Gomes, Gerald Green i Al Jefferson mijenjani u Minessotu Timberwolvse za Kevina Garnetta, Davis je dobio priliku izboriti se za veliku minutažu na pozicijama krilnog centra i centra.  
Nakon što je prvih 19 utakmica ulazio s klupe, Davis je 12. prosinca 2007. protiv Sacramento Kingsa u odsutsvu Kendricka Perkinsa preuzeo ulogu startnog centra. Iako je ukupno tijekom rookie sezone odigrao 61 utakmicu, Davis je tijekom cijele sezone bio tek treća ili četvrta opcija u reketu. Dne 5. siječnja 2008. odigrao je utakmicu sezone i tadašnju utakmicu karijere protiv Detroit Pistonsa. Za samo 23 minute na parketu ostvario 20 poena i četiri skoka. Na kraju se u svojoj rookie sezoni okitio naslovom NBA prvaka.
Dne 5. prosinca 2008. u utakmici Bostona i Portlanda domaći su košarkaši stekli veliku prednost čime su si omogućili odmor, a suigračima s manjom minutažom da osjete čari igre. Ipak, loša igra zamjenskih igrača uvjetovala je da se glavni igrači ponovno na parkete. Bostonovi igrači s klupe skoro su prokockali 25 poena prednosti, što je Garnetta razljutilo. Minutu odmora Garnett je iskoristio da se izviče na Davisa koji se toliko ražalostilo i razbjesnio da je sjeo na kraj klupe i rasplakao se. Boston je na kraju slavio s 93:78. U utakmici protiv Memphis Grizzliesa, Davis je s 24 koša ostvario učinak karijere i odveo Celticse do pobjede 105:87.
Davis je dobio šansu u startnoj petorci u finišu sezone 2008./09. nakon povrede Kevina Garnetta. U prosjeku je provodio 36 minuta na parketu i bilježio 15,8 poena po utakmici, dok je na početku njegov prosjek iznosio 21 minutu i sedam poena. U četvrtoj utakmici polufinala Istočne konferencije protiv Orlando Magica, Davis je svojim košem s istekom vremena, pobijedio utakmicu i izjednačio seriju na 2-2. Osim što je zabio 21 poen, Davis je pokrenuo Celticse koji su bili u velikoj krizi krajem četvrte četvrtine. Prvo je zabio koš 32 sekunde prije kraja, nakon što su gosti bili bez koša iz igre više od sedam minuta (7:22).
Na kraju sezone, Davis je bio povezivan s mnogim klubovima, a tražio je početnu plaću od 5,8 milijuna dolara što je iznos tzv. Midlevel exception (MLE), međutim nitko mu to nije ponudio, posebice iz razloga što je restriktivan slobodan igrač pa je malo tko želio trošiti vrijeme na pregovore kada je bilo implicirano da će ponudu izjednačiti Celticsi.
Generalni menadžer kluba, Danny Ainge nije želio izgubiti igrača kojeg vrlo cijeni, ali isto tako nije želio na njega potrošiti veliki novce. Postojali su pregovori oko sign and tradea u New Jersey, međutim Netsi su odustali od tog posla jer imaju velikih financijskih briga, te nisu željeli potrošiti više nego što su željeli na igrača koji ne bi donio momčadi drastično povećanje kvalitete. Stoga, jedina opcija koju je Davis imao bila je ostanak u Bostonu, a posljednju ponudu je i prihvatio, tako će iduće dvije sezone zaraditi šest milijuna dolara.

## Privatan život
Davis je prije utakmice s New York Knicksima doživio prometnu nesreću i bio zadržan u bolnici. Stradao dok je putovao na utakmicu svoje momčadi, a nesreći su kumovali teški vremenski uvjeti zbog snijega koji je u Bostonu padao cijeli dan. Dijagnosticiran mu je potres mozga te trzajna ozljeda vrata.

## NBA statistika

### Regularni dio
| Godina    | Klub   | Odig. uta. | Uta. poč. | Min. | 2P%  | 3P%  | Sl. bac.% | Skok. | Asist. | Ukr. lop. | Blok. | Poena |
| --------- | ------ | ---------- | --------- | ---- | ---- | ---- | --------- | ----- | ------ | --------- | ----- | ----- |
| 2007./08. | Boston | 69         | 1         | 13.6 | .484 | .000 | .660      | 3.0   | .4     | .4        | .3    | 4.5   |
| 2008./09. | Boston | 76         | 16        | 21.5 | .442 | .400 | .730      | 4.0   | .9     | .7        | .2    | 7.0   |
| 2009./10. | Boston | 54         | 1         | 17.3 | .437 | .000 | .696      | 3.8   | .6     | .4        | .3    | 6.3   |
| Ukupno    |        | 199        | 18        | 17.6 | .451 | .222 | .697      | 3.6   | .7     | .5        | .3    | 5.9   |

### Doigravanje
| Godina    | Klub   | Odig. uta. | Uta. poč. | Min. | 2P%  | 3P%  | Sl. bac.% | Skok. | Asist. | Ukr. lop. | Blok. | Poena |
| --------- | ------ | ---------- | --------- | ---- | ---- | ---- | --------- | ----- | ------ | --------- | ----- | ----- |
| 2007./08. | Boston | 17         | 0         | 8.1  | .412 | .000 | .611      | 1.5   | .4     | .3        | .2    | 2.3   |
| 2008./09. | Boston | 14         | 14        | 36.4 | .491 | .000 | .710      | 5.6   | 1.8    | 1.3       | .6    | 15.8  |
| Ukupno    |        | 31         | 14        | 20.9 | .478 | .000 | .690      | 3.4   | 1.0    | .7        | .4    | 8.4   |

## Vanjske poveznice
- Službena stranica
- Profil na NBA.com
- Profil na ESPN.com
- Profil  Arhivirana inačica izvorne stranice od 22. kolovoza 2019. (Wayback Machine) na sveučilištu LSU